# Tênia
Tênia (português brasileiro) ou ténia (português europeu) ou solitária é o nome comum dado aos vermes platelmintos das ordens Pseudophilidae e Ciclophylidae, que pertencem à classe Cestoda, que inclui os vermes parasitas de diversos animais vertebrados, inclusive do homem. A Taenia solium e a Taenia saginata são as mais conhecidas por parasitarem o intestino delgado do homem. Os seus hospedeiros intermediários são o porco, no caso da Taenia solium, o boi no caso da Taenia saginata. Além de ser o hospedeiro definitivo, quando tem o lúmen do intestino parasitado, (de forma quase sempre benigna) causando a doença Teníase, o homem também pode se tornar hospedeiro intermediário, sendo acometido  por uma doença mais grave, a Cisticercose, somente determinada pela Taenia solium.

## Ciclo de vida
As proglótides localizadas na extremidade da cadeia geralmente são as mais maduras e são mais compridas que largas. Estas proglótides possuem no seu útero ramificado entre 80.000 e 100.000 ovos. Os ovos são dispersos quando a proglótide se destaca do animal no lúmen intestinal, junto das fezes, ou no exterior quando a proglótide se desintegra. Os animais que se alimentam de detritos (suínos) ou pastagens (gado) contaminados são infectados. Nestes animais, ou acidentalmente no homem, os ovos irão eclodir e os zigotos se irão se diferenciar em oncosferas, que por sua vez irão penetrar na mucosa intestinal, disseminando-se pelo sangue até os tecidos, onde se enquistam principalmente no músculo, fígado e cérebro; nesse estágio as oncosferas são denominadas cisticercos. Quando o homem ingere esta carne infectada mal cozida, o cisticerco se aloja no seu intestino e aí se desenvolve, dando a origem a uma tênia adulta, fechando o ciclo.

## Reprodução
As tênias são hermafroditas, isto é, possuem os dois sexos presentes no mesmo indivíduo. Não há fêmeas ou machos, e cada proglótide colabora com óvulos e com espermatozoides, ocorrendo então a fecundação no interior de cada proglótide. Ocorre um fenômeno interessante em cada proglótide: o aparelho reprodutor masculino se forma antes do feminino. Após a fecundação o aparelho masculino involui, desaparecendo por completo, deixando todo o espaço no interior do proglótide para a formação e maturação dos ovos. Este fenômeno é chamado de protandria. 

## Neurocisticercose
A cisticercose humana é doença gravíssima, pois os cisticercos se localizam no sistema nervoso central (neurocisticercose), nos olhos, músculos e nas vísceras. Nestes locais, podem permanecer até 30 anos, determinando ataques epileptiformes, crises convulsivas, cefaleias, vômitos, alterações de visão, hidrocefalia e até mesmo a morte.
Os ovos das tênias são muito resistentes à inativação através de substâncias químicas, mas podem ser destruídos pela cocção ou fervura acima de 90 °C.
Desta forma, os cuidados higiênicos são importantes para se evitar a transmissão desta doença.

## Diagnóstico diferencial
O diagnóstico clínico da NCC (neurocisticercose) é difícil devido à semelhança do quadro com outras afecções que acometem o Sistema Nervoso Central. As principais condições que devem ser evocadas frente à suspeição de NCC (e vice versa), com vistas ao diagnóstico diferencial, são:
1. Neuroinfecções como tuberculose, toxoplasmose, criptococose e hidatidose;
2. Colagenoses, particularmente lupus eritematoso sistêmico;
3. Neoplasias primitivas ou metastáticas do Sistema Nervoso Central;
4. Abscesso Cerebral;
5. Esclerose Múltipla;
6. Anomalias vasculares cerebrais - mal formação A-V, cavernomas;
7. Cisto aracnóide.

## Epidemiologia
As tênias existem em todo o mundo e são os parasitas mais comuns, sendo estas, das poucas espécies que continuam a ser frequentes nos países da Europa.
1. Taenia saginata - ocorre em todo o mundo, onde haja a criação de bovinos e estes sejam consumidos. Na Índia onde o consumo de bovinos é evitado pelos hindus, os casos são em menor número. Estima-se em 60 milhões o número de pessoas infectadas e em cerca de 5% dos bovinos da Europa poderão conter cisticercos infecciosos, sendo que nos países menos desenvolvidos, tal cifra  poderá chegar a 50%. É transmitida pela carne bovina, exceto a subespécie T. saginata asiática que parasita também no porco. Os abates clandestinos, realizados sem a inspeção das carcaças, favorecem a disseminação da doença.
2. Taenia solium - ocorre em todo o mundo, mas está a tornar-se mais rara na Europa. Nos países da América Latina, cerca de 5% das pessoas seriam portadoras, e até um quarto dos suínos teriam cisticercos infecciosos nos músculos. É também muito comum na África e Ásia. Os suínos, por serem coprófagos, são mais facilmente infectados, ao ingerirem ovos ou proglotes eliminados nas fezes humanas. A doença é rara em comunidades que não têm hábito de ingerirem carne suína, como os judeus. Os abates clandestinos, realizados sem a inspeção das carcaças, favorecem a disseminação da doença.
3. Diphyllobothrium latum - ocorre em peixes de água doce em todo o mundo, especialmente em lagos de água fria.

A Teníase ocorre quando o homem se infecta ingerido as larvas cisticercos ao consumir carne crua ou malcozida (vermelha, mesmo que não tenha sangue) de suíno, bovino ou peixe da água doce. A larva cisticerco evolui para a forma adulta no intestino do homem.
A Cisticercose ocorre quando seres humanos ingerem água, terra ou alimentos contaminados com ovos de Taenia solium presentes em fezes humanas. Em alguns países o hábito de fertilizar o solo com fezes humanas aumenta muito o risco. Também pode ocorrer por infecção fecal oral como em determinadas práticas sexuais, ou até por autoinfecção do mesmo indivíduo.
A autoinfecção pode ser externa ou interna. Na autoinfecção interna, os proglotes grávidos podem alcançar o estômago por retroperistaltismo, liberando grande quantidade de embriões, que invadem a circulação sanguínea, disseminando-se pelo organismo humano. Na auto ingestão externa, o próprio indivíduo ao defecar, contamina suas mãos ou fômites, que leva à boca, ingerindo os ovos eliminados nas próprias fezes.

## Progressão e sintomas
A teníase intestinal (o homem como hospedeiro definitivo da forma adulta do helminto) é frequentemente assintomática, mas em algumas pessoas pode causar sintomas de reacção imunológica como eosinofilia, náuseas, vômitos, diarreia ou obstipação, dor abdominal, sensação de movimento intestinal, sons e alterações do apetite. Em indivíduos subnutridos pode agravar a desnutrição. A infecção não dá imunidade a reinfecção.
No caso da infecção com a tênia dos peixes (D. latum) há adicionalmente risco de deficiência em vitamina B12, a qual é consumida em grandes quantidades pelo parasita, que afecta cerca de 1% dos portadores, com anemia megaloblástica (também chamada de perniciosa) e sintomas neurológicos como deficiências sensoriais do tato.
A Cisticercose é devida à ingestão acidental de ovos de tênia em água ou comida contaminadas com ovos do parasita: o ser humano é acidentalmente tomado como hospedeiro intermediário. Os ovos eclodem no lúmen intestinal e as oncosferas invadem a mucosa intestinal, alcançando a corrente circulatória sanguínea. A maioria migra para os músculos, onde se encista, mas algumas podem enquistar-se em órgãos delicados como o olho e o cérebro, causando sintomas como alterações visuais, convulsões epilépticas e outros distúrbios neurológicos. No coração podem agravar insuficiência cardíaca.
Habitat;
As tênias vivem na mucosa do intestino delgado, fixas através do rostro ( 4 cavidades no escólex). O Cysticercus cellulosae é encontrado no tecido subcutâneo, muscular, cardíaco, cerebral e no olho do suíno, e acidentalmente no homem e cão. Os C. bovis vivem nos tecidos dos bovinos.